# Dendewijn Amgaa
Dendewijn Amgaa (mong. Дэндэвийн Амгаа; ur. 25 lipca 1952 w somonie Daszinczilen) – mongolski judoka. Olimpijczyk z Moskwy 1980, gdzie zajął trzynaste miejsce w wadze półciężkiej.

## Letnie Igrzyska Olimpijskie 1980
| Konkurencja | Eliminacje                 | Klas. końcowa |
| Konkurencja | Przeciwnik I               | Miejsce       |
| ----------- | -------------------------- | ------------- |
| 95 kg       | Bjarni Friðriksson (ISL) P | 13.           |